# زانکت گورگن بای اوبرنبرگ ام‌این
زانکت گورگن بای اوبرنبرگ ام‌این (به آلمانی: Sankt Georgen bei Obernberg am Inn) یک منطقهٔ مسکونی در اتریش است که در ناحیه راید ایم اینکرایس واقع شده‌است. زانکت گورگن بای اوبرنبرگ ام‌این ۱۸ کیلومتر مربع مساحت دارد ۳۵۴ متر بالاتر از سطح دریا واقع شده‌است.